# 拔毛癖
拔毛癖是一種強迫行為，患者會有反复拔除頭髮、睫毛、鬍鬚、鼻毛、恥毛、眉毛或其他體毛的衝動，有時會造成明顯的光禿區塊。過程中會試圖停止拔毛，不過努力多半會失敗。拔毛癖在《精神疾病診斷與統計手冊》第四版中分類為衝動控制疾患，但仍然有人對本疾病的分類存疑。拔毛癖有時看起來像是一種習慣、癮、抽動症或強迫症。拔毛癖通常是從青少年時期開始的。沮喪或壓力都有可能引發拔毛癖。受到社會大眾的觀念影響，患者往往會隱匿自己的病情，因而很難確切估計拔毛癖的盛行率；美國有250萬人可能患有拔毛癖，盛行率約1%。
拔毛癖通常會採用認知行為療法。研究顯示，以相反習慣訓練輔助藥物治療的方法是成功的。在相反習慣訓練中，醫師會訓練患者學習認知自己拔除毛髮的衝動，也會教導他們轉移這種衝動。相反習慣訓練也包括行為記錄，醫師通常會指示患者製作拔毛事件的日誌，內容包括日期、時間、地點、拔下的毛髮數量，還有當時在想什麼、感覺如何。這樣可以幫助患者學會發現自己通常會拔除毛髮的情況，並發展出避免拔毛事件發生的對策。
藥物治療方面，一項小型的雙盲實驗研究顯示，可洛米普明——一種三環抗抑鬱劑（現在已少用）——能顯著改善症狀。氟西汀（百憂解）和其他類似的SSRI型藥物治療拔毛癖的效果有限，而且經常會造成顯著的副作用。根據弗萊德·潘索（Fred Penzel）的說法，抗抑鬱劑甚至可能加重拔毛癖的病情。拔毛癖患者中，也有僅藉由行為治療、家族治療及支持性會談治療等非藥物療法即痊癒的病例。拔毛癖的患者遍及各年齡層；20歲以前較常見，症狀開始發生的年齡平均在9到13歲之間。學齡前兒童中，男女患者各佔一半；青春期前至青少年時期，女性患者較多，所佔比例在70%到93%之間。現在有證據指出易患拔毛癖的傾向與基因有關。近年來報告的拔毛癖案例增加，或許是因為社會賦予拔毛症狀的污名已經減少。全球人口中，拔毛癖患者比例的估計值已經從1-3%上升到5%。女性比男性更容易被影響。
命名由弗朗索瓦·亨利·哈洛波於1889年所創建，取語源於希臘語θρίξ/τριχ; thrix（原意為“頭髮”），以及τίλλειν; tíllein（原意為“拉動”）和μανία; 狂熱（原意為“瘋狂”）。

## 特徵
拔毛癖患者的生活相當正常；然而，他們頭上的睫毛、頭髮或眉毛等區域可能會有光禿的區塊。在心理上，拔毛癖也有可能造成低自尊， 通常是因為患者的外貌和旁人負面的關注，造成同儕的躲避和患者本身對社交的恐懼。有的患者會戴帽子、戴假髮、畫眉毛或者為頭髮做造型，以避免負面的關注。壓力似乎是拔毛癖的一項重要成因。有些患者在壓力低的環境裡不會表現出任何症狀（也就是拔毛行為）。離開壓力低的環境之後，症狀又會復發。
很多精神科醫師將拔毛癖歸類為習慣行為，與咬甲癖或抓撓癖同類。這些疾病兼具精神疾病與和身體疾病的特徵：精神疾病方面，它們像是強迫症，因為看見或感覺到某個身體部位會引起焦慮；身體疾病方面，則像制式行為疾患，因為患者會不停做出重复的動作，而不會感到困擾，或者他們對這些動作並不完全自覺。有人懷疑目前將拔毛癖與縱火狂、問題賭博、竊盜癖同樣歸類於衝動控制疾患的分類方式並不恰當，需要修訂。有一項研究顯示拔毛癖患者的小腦體積較小。拔毛癖患者也比一般人更容易有焦慮、沮喪、強迫症的問題。拔毛癖患者可能會咀嚼或吃掉自己拔下來的頭髮，稱為食毛癖。在極端情況下，這種行為會導致毛石腸梗阻症候群，名稱取自格林童話中的長髮姑娘，因停滯在消化道中的毛球會從胃部延伸至小腸甚至大腸而得名），甚而致死。因為表明病情的患者比例很低，有些患者會覺得自己是唯一有這種問題的人。

## 遺傳學
此疾患可能在家庭內遺傳。它更常是會發生在有著強迫症患者的家庭裡。拔毛的病徵可能是因為焦慮所引發的。人們通常會承認有拔自己的毛髮。在檢查時，可以找到斷裂的髮絲。其他可能出現類似條件的疾患包含身體畸形恐懼症，然而在此疾患的人們除去毛髮的原因是因為其想要讓自己的外表更好看。
在一項研究中，被懷疑會引起拔毛癖的基因注射到實驗用小鼠體內後，小鼠就開始做出拔除自己和籠內其他小鼠毛髮的強迫行為。這顯示拔毛癖可能是基因造成的，並且會代代相傳。

## 延伸閱讀
- Keuthen, Stein, Christensen & Christenson (2001) Help for Hair Pullers: Understanding and Coping With Trichotillomania; New Harbinger Publications, ISBN 1-57224-232-9
- Parker (Ed.) (2004) Trichotillomania - A Medical Dictionary, Bibliography, and Annotated Research Guide to Internet References ; Icon Health Publications, ISBN 0-597-84664-2
- Stein (Ed.), Christenson (Ed.) & Hollander (Ed.) (1999) Trichotillomania; American Psychiatric Press, ISBN 0-88048-759-3

## 外部連結
- （英文）中的“拔毛癖”
- （英文）拔毛癖學習中心 （页面存档备份，存于）
- （英文）拔毛癖：走出衣櫃 （页面存档备份，存于）
- （中文）拔毛症(Trichotillomania)拔毛癖(hair pulling)食毛癖(Trichophagia)斷髮癖(Trichorrhexomania) （页面存档备份，存于）
- （中文）拔毛症(癖)ttm患者家园的援助站(中文) 影音播放與即時交談室[永久]